# Mecanisme de Pagament a Proveïdors
El Mecanisme de Pagament a Proveïdors, o també Pla de Pagament a Proveïdors, és una línia de crèdit creada pel Govern d'Espanya l'any 2012 dins del context de la crisi econòmica espanyola. Està concebuda perquè l'Estat presti diners a les Entitats Locals i a les Comunitats Autònomes, i que aquestes no hagin de finançar el seu deute en els mercats financers. L'objectiu principal del Mecanisme és reduir els deutes dels Ajuntaments, i sobretot pagar el que es deu als Proveïdors. Aquest Pla és dirigit pel Ministeri d'Hisenda, que està presidida actualment pel ministre Cristóbal Montoro.

## 2012
El conjunt d'entitats locals que s'han adjuntat al Pla de Pagament a Proveïdors, ha rebut en total 9.598,3 milions d'euros.
El llistat de Comunitats Autònomes que han accedit al Mecanisme de Pagament a Proveïdors, ha sumat préstecs per valor de 17.705 milions d'euros. Els quals se’ls adjuntà un 5,93% d'interès.
- Andalusia va rebre un préstec per valor de 2.693,5 milions d'euros.
- Aragó s'afegí al Pla en rebre 429 milions d'euros.
- Castella la Manxa va obtenir 2.918,6 milions d'euros durant aquest any.
- Castella i Lleó accedeix al Mecanisme en rebre 2.020,2 milions d'euros.
- Catalunya va adquirir un préstec per valor de 2.020,2 milions d'euros.
- Canàries se'n va fer amb un ajut de 231,1 milions d'euros, en forma de préstec.
- Extremadura s'introduí en el Mecanisme en rebre 227,9 milions d'euros.
- La Comunitat Valenciana rebre 4.354,8 milions d'euros.
- El Principat d'Astúries es va adherir al Fons en rebre 243,3 milions d'euros.
- Les Illes Balears, en canvi, reberen 841,6 milions d'euros.
- Cantàbria accedí al Mecanisme en obtenir 326,6 milions d'euros.
- La Comunitat de Madrid se'n va fer amb un ajut de 1.257,4 milions d'euros.
- La Regió de Múrcia s'afegí al Fons en rebre 1.037,6 milions d'euros.
- La Rioja s'adherí, encara que únicament rebé 70,8 milions d'euros.

## 2013
Durant 2013, s'endugueren a terme dues fases diferents del Mecanisme de Pagament a Proveïdors, i l'últim es tornà a dividir en dos trams diferents.
Les Entitats Locals que accediren a la primera fase del Pla en 2013, sumaren 203,4 milions d'euros en ajuts. I en la segona fase sumaren 1.761,6 milions d'euros, encara que únicament en el primer tram, ja que en el segon no reberen res.
En canvi, les Comunitats Autònomes que s'agregaren al Mecanisme sumaren en la primera fase de l'any, 938,5 milions d'euros. I en la segona fase reberen; 3.614,7 milions d'euros en el primer tram i 8.004,9 milions d'euros en el segon. Aquests préstecs es dugueren a terme amb un interès del 4,4%.

### 1a Fase del Mecanisme de Pagament a Proveïdors de 2013
- Andalusia va rebre 2,8 milions d'euros.
- Castella-La Manxa va obtenir un ajut de 60,8 milions d'euros, en qualitat de préstec.
- Catalunya s'adherí al Pla en rebre 737,7 milions d'euros.
- Extremadura s'afegí al Mecanisme en obtenir 6,6 milions d'euros des del Govern espanyol.
- La Comunitat Valenciana en obtenir un préstec de 69,8 milions d'euros.
- Les Illes Balears varen obtenir un crèdit per valor de 38,3 milions d'euros des del Govern d'Espanya.
- La Regió de Múrcia, finalment, rebé un ajut de 22,5 milions d'euros.

### 2a Fase del Mecanisme de Pagament a Proveïdors de 2013
Es dividí en dos trams;
- Andalusia va rebre 631,5 milions d'euros en qualitat de préstec de l'Estat espanyol en el primer tram, en el segon, en canvi, rebé 631,5 milions d'euros.
- Aragó va obtenir 11,4 milions d'euros en el primer tram amb la finalitat de pagar als proveïdors, i en el segon rebé 113,9 milions d'euros més.
- Castella-La Manxa, en el primer tram va rebre 278,5 milions d'euros, i en el segon 713,1 milions d'euros.
- Catalunya s'adherí en la segona fase, en rebre en el primer tram 1.431,2 milions d'euros, i en el segon 2.263,8 milions més.
- Canàries es decantà per demanar un préstec al Govern Espanyol, del qual va rebre en el primer tram 24,4 milions d'euros, i en el segon 66 milions més.
- Extremadura rebé únicament un ajut en qualitat de préstec en el segon tram, de 73,6 milions d'euros.
- La Comunitat Valenciana se'n va fer amb un ajut de 870,9 milions d'euros en el primer tram, i en el segon amb un més de 2.263,8 milions d'euros.
- Es concedí a les Illes Balears un préstec de 46,7 milions d'euros en el primer tram, i de 347,2 milions més en el segon.
- La Comunitat de Madrid rebé únicament un préstec en el primer tram, que fou de 89,4 milions d'euros.
- La Regió de Múrcia, per acabar, va obtenir un préstec per valor de 230,7 milions d'euros en el primer tram, i per valor de 478,3 milions més en el segon.